# Veit Dietrich
Veit Dietrich (Nuremberg, 8 de Dezembro de 1506 — Nuremberg, 25 de Março de 1549) foi teólogo e reformador alemão. Filho de sapateiro, o talentoso rapaz logo encontrou patrocínio de um rico benfeitor que lhe possibilitou a entrada na Universidade de Wittenberg, onde se matriculou em 1522. Lá, foi encorajado e estimulado por Filipe Melanchthon que reconheceu os talentos do rapaz. Mais tarde, viveu como hóspede na casa de Martinho Lutero, tornando-se íntimo e confidente.
Participou do Colóquio de Marburgo e ficou do lado de Lutero durante a Dieta de Augsburgo, em 1530, na Fortaleza de Coburgo. Recebeu diploma de Mestrado em 1529e mais tarde lhe foi oferecida uma cátedra em Wittenberg, porém, ele recusou. Desavenças com Katharina von Bora (1499-1552) obrigaram-no a deixar Wittenberg em 1535. Filipe Melanchthon o recomendou a Joachim Camerarius, o Velho para a Universidade de Tübingen. Foi também um grande compositor de hinos.

## Obras
- Commentarius In Micham prophetam - 1542
- Luthers Hauspostille, coleção de sermões escritos por Martinho Lutero e publicados em 1544
- Psalterium Dauidis Carmine - 1544
- In Hoseam Prophetam Reverendi D. Martini Lutheri Doctoris Theologiae Enarratio - 1545
- Joel propheta - 1547
- Simplex et perspicua explicatio insignium et iucundissimarum sententiaru - 1551
- De historia et meditatione mortis Christi - 1552
- In Genesin Enarrationes: Continens Historiam Dvorvm Patriarcharvm ..., Volume 3 - 1555
- Gründtlicher vnterricht von dem Heyligen Nachtmal vnseres Herrn Jesu Christi - 1560
- Psalterium Davidis, et Salomonis Ecclesiastes 1563
- Summaria, über das Neue Testament - 1585
- Summaria, über das Alten Testament - 1614